# 相田一人
相田 一人 （あいだ かずひと、1955年（昭和30年）9月2日 - ）は、栃木県足利市出身の著作家。
詩人・書家であった相田みつをの長男で、相田みつを美術館の館長。

## 略歴
栃木県足利市に相田みつをの長男として生まれた。父みつをの死後に見つかった日記には、「気骨ある人に成長するように、何事も一人でやっていけるように、一日も早く一人立ちできるように、という願いをこめて『一人』と命名した。また、転じて後、人生の孤独、寂寥、悲哀等を一人で堪えてゆかねばならぬ時の事を考えて、あえて『一人』と名付けた次第なり」と命名の理由が記されている 。
出版社に勤めた後、株式会社而今社（にこんしゃ）を設立した。1996年（平成8年）、東京都中央区銀座に相田みつを美術館を開館、館長に就任した（美術館は、2003年（平成15年）、千代田区丸の内にある東京国際フォーラムに移転）。
1997年（平成9年）月刊誌『諸君!』に小田嶋隆による父相田みつをの批評記事が掲載されると、事実無根であると名誉毀損の訴えを起こし、1999年（平成11年）に同誌に反論記事を寄稿した。
『生きていてよかった』、『いまからここから』など、父の作品の監修に携わったほか、自身も1998年（平成10年）、『父 相田みつを』、『書 相田みつを』を発表した。
2011年（平成23年）、民主党代表選演説で野田佳彦が引用した相田みつをの作品「どじょう」が脚光を浴びた際、新聞社の取材に対して驚きと喜び、新首相の活躍への期待を表明した。

## 出演
『月曜から夜ふかし』(日本テレビ、2022年1月17日)

## 著書
- 『書 相田みつを』 （文化出版局、1998年）
- 『父 相田みつを』 （文化出版局、1998年）